# Pomgol

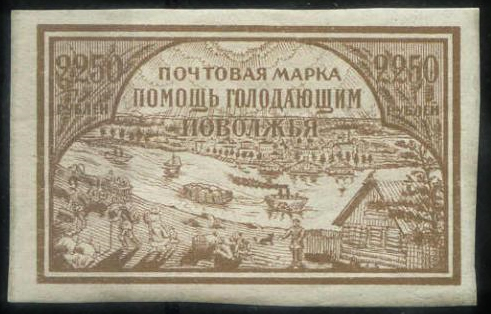
Francobollo semi-postale di beneficenza del 1921 con scritto "Aiuta l'affamata regione del Volga"

Il Pomošč’ golodajuščim (in russo помощь голодающим?, lett. "aiuto agli affamati"), abbreviato in Pomgol, è il nome dato a due diversi corpi formati nel 1921 nella RSFS Russa per contrastare la grave carestia che colpì gran parte del paese, in particolare la regione del Volga. 

## VK Pomgol

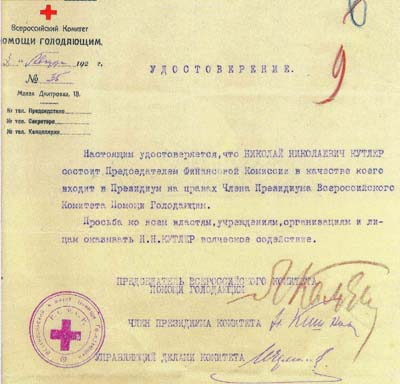
Certificato rilasciato a N. N. Kutler dal Comitato panrusso per l'aiuto agli affamati

Il VK Pomgol è stato il nome abbreviato del Comitato panrusso per l'aiuto agli affamati (Vserossijskij komitet pomošči golodajuščim, VKPG). 
Durante il VII Congresso panrusso sul lavoro sperimentale agricolo, tenutosi nel giugno 1921 a Mosca, fu esaminata la questione della siccità e le problematiche riguardanti l'organizzazione per l'assistenza statale agli affamati. Al congresso parteciparono numerose personalità del mondo politico e culturale della Russia sovietica, tra i quali vi era l'ex ministro dell'alimentazione del governo provvisorio russo e noto economista Sergej Prokopovič.
Il 22 giugno 1921, M.I. Kuchovarenko e il professore agronomo A. A. Rybnikov, provenienti da Saratov, esposero alla Società Agricola di Mosca l'enorme gravità del disastro, sottostimata dalla stampa sovietica. In una riunione congiunta del congresso e della società, Kuchovarenko lesse il rapporto "Il fallimento del raccolto nel sud-est e la necessità di assistenza pubblica e statale", e il noto economista ed ex ministro dell'alimentazione del governo provvisorio russo, il professor Sergej Prokopovič espose la dichiarazione "Sulla siccità e la lotta contro la fame". Una volta convinti della gravità della carestia, i membri della riunione decisero quindi di formare un comitato pubblico presso la Società Agricola di Mosca per combattere la fame. 
Maksim Gor'kij fu scelto come intermediario, con il quale la moglie di Prokopovič, Ekaterina Kuskova, aveva familiarità.
Il 29 giugno 1921, Gor'kij presentò formalmente al Politburo del Comitato Centrale del PCR(b) una proposta per l'istituzione di un Comitato panrusso per aiutare gli affamati. Il 21 luglio, il Comitato esecutivo centrale panrusso approvò la creazione del Comitato pubblico panrusso per l'aiuto degli affamati (Pomgol). Il comitato era guidato dal presidente del soviet di Mosca Lev Kamenev, con Aleksej Rykov come suo vice. Lo scrittore Vladimir Korolenko fu eletto presidente onorario.
La struttura del Pomgol comprendeva 12 funzionari governativi (tra cui Maksim Litvinov e Anatolij Lunačarskij) e noti scienziati e personaggi pubblici della RSFS Russa: Maksim Gor'kij, l'ex presidente del Consiglio di amministrazione della Banca popolare di Mosca M. I. Avsarkisov, Vera Figner, l'ex presidente della Duma di Stato della seconda convocazione F. A. Golovin, S. N. Prokopovič e la moglie E. D. Kuskova, il medico ed ex membro del governo provvisorio N. M. Kiškin, il professore di medicina L. A. Tarasevič, la figlia di Lev Tolstoj Aleksandra Tolstaja, gli economisti N. N. Kutler e A. A. Nolde, nonché l'editore M. V. Sabašnikov. Tra le personalità culturali più famose vi erano Boris Zajcev, Pavel Muratov, Michail Osorgin (editore del bollettino Pomošč’ per il Pomgol), Konstantin Stanislavskij, Aleksandr Južin, Vladimir Čertkov, Pavel Birjukov, Valentin Bulgakov, il presidente dell'Accademia delle Scienze Aleksandr Karpinskij e il vicepresidente dell'Accademia delle scienze Vladimir Steklov, Vladimir Ipatieff, Aleksandr Fersman e il presidente dell'Accademia di cultura materiale Nikolaj Marr. Nel Pomgol, ebbero un ruolo significativo gli agronomi e gli studiosi specializzati nell'agricoltura come Nikolaj Kondrat'ev. Il comitato ricevette il sostegno anche da parte della Chiesa ortodossa russa, guidata all'epoca dal Patriarca Tichon di Mosca che chiese aiuto ai Patriarchi orientali, a Papa Pio XI e all'arcivescovo di Canterbury in nome dell'amore cristiano.
Il Comitato era dotato di ampi poteri: poteva istituire le proprie filiali sul territorio e all'estero, acquistare cibo, foraggi e medicine nella RSFS Russa e in altri paesi per poi distribuirli tra gli affamati e i bisognosi.
Attraverso la mediazione del Pomgol, i leader bolscevichi cercarono di chiedere aiuti dai Paesi dell'Europa occidentale e dagli Stati Uniti d'America. Tuttavia, il VKPG comprendeva membri attivi dell'opposizione ma fu considerato dalle autorità sovietiche come un organo superfluo e inutile soltanto quando il governo riuscì a ottenere fondi in maniera autonoma.
Il 26 agosto, Lenin chiese a Stalin di porre al Politburo la proposta dell'immediata dissoluzione del Pomgol e l'arresto o l'esilio dei suoi leader a causa del loro "rifiuto di lavorare" ma soprattutto per presunte cospirazioni antigovernative da parte di Prokopovič. Chiese inoltre che i giornali ridicolizzassero e deridessero almeno una volta alla settimana per due mesi i suoi membri; al Pomgol venne affibbiato il termine dispregiativo "Kukiš", un'unione dei nomi di Kuskova e Kiškin che indica anche il volgare gesto delle fiche. A settembre, il giorno successivo all'ingresso nella RSFS Russa del primo lotto di cibo inviato dall'American Relief Administation (ARA) e in seguito a un incontro tra Lev Kamenev e i membri del Pomgol, tutte le figure pubbliche del Comitato furono arrestate dalla Čeka e rinchiuse nelle prigioni della Lubjanka e di Butyrskij, con l'eccezione del nucleo comunista e di Vera Figner. Tramite la stampa, furono accusati di aver commesso tutte le tipologie di azioni considerate controrivoluzionare dalla legge sovietica. Tutti gli arrestati si aspettavano la pena di morte, ma furono salvati grazie all'intervento di Fridtjof Nansen. I membri del Pomgol furono rilasciati e deportati all'estero o in luoghi lontani dalla loro terra natale. Con un decreto del Presidium del Comitato esecutivo centrale panrusso del 27 agosto 1921 pubblicato sull'Izvestija, il VK Pomgol fu sciolto.
Lo scioglimento del comitato impressionò molto Gorkij, portandolo a lasciare la RSFS Russa il 16 ottobre 1921 su consiglio di Lenin.
Il 26 aprile 1922, la Čeka ricevette un messaggio telefonico dal segretario del Presidium del CEC panrusso Avel' Enukidze che, a seguito di una richiesta della Croce Rossa Politica, chiese il rilascio anticipato dei deportati e il loro ritorno a Mosca. Kiškin furono liberati dall'esilio nel dicembre 1922, mentre Prokopovič e la moglie furono portati a Mosca per poi inviarli all'estero nel giugno del 1922.
In seguito, Kukova confermò la presenza di sentimenti antigovernativi durante le riunioni del Pomgol, scrivendo:
(Кускова Е.Д. Месяц «соглашательства» // Воля России. 1928. №4. С.58-59.)

## CK Pomgol

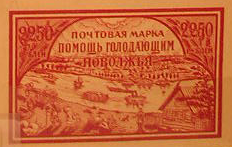
Buono postale per il Pomgol, 1921

CK Pomgol è stata l'abbreviazione con la quale era nota la Commissione centrale per il soccorso degli affamati (Central’naja komissija pomošči golodajuščim), creata tramite i decreti del CEC panrusso del 18 e del 21 luglio 1921. Secondo il regolamento adottato il 20 ottobre 1921 dal Presidium del CEC panrusso, tra i principali compiti del CK Pomgol vi erano: 
- Quantificare e determinare le dimensioni della carestia
- Considerare le proposte per far morire di fame determinate gubernija o uezd
- Trovare fondi e strumenti per combattere la fame attingendo da risorse statali, pubbliche o estere
- Assistere il reinsediamento dei contadini dalle aree colpite dalla carestia.

Il presidente del nuovo CK Pomgol era Michail Kalinin, affiancato da una commissione formata dai capi dei Commissariati e dei dipartimenti popolari, dai membri della Centrosojuz, dal Consiglio centrale dei sindacati di tutta l'Unione e di altre organizzazioni governative. Nelle repubbliche autonome, gubernija, uezd e volost' della RSFS Russa, furono create delle commissioni del Pomgol subordinate ai comitati esecutivi dei soviet locali. Altre commissioni furono create presso il Comitato esecutivo centrale dell'Ucraina, della Bielorussia e di altre repubbliche. Il CK Pomgol diede particolare attenzione all'organizzazione dell'assistenza ai contadini nella semina invernale del 1921 e primaverile del 1922. A tale scopo il governo sovietico assegnò 55 milioni pud (circa 900 937,796 tonnellate) di semi. Il cibo, i vestiti e le medicine venivano distribuite dallo stato e dai fondi raccolti tra le popolazioni affamate.
Tuttavia, in confronto all'ARA, il CK Pomgol non si rivelò molto efficace a causa della burocrazia interna e della scarsa organizzazione.
Le commissioni centrali e locali del Pomgol furono abolite il 15 ottobre 1922, secondo il decreto del CEC panrusso emanato il 7 settembre 1922. Successivamente, venne istituita una commissione centrale per affrontare le conseguenze provocate dalla carestia (Posledgol).

### Pomgol e chiesa ortodossa
Nel dicembre del 1921, il Pomgol rivolse un appello alla Chiesa ortodossa per donare i suoi oggetti di valore, mentre il 10 febbraio 1922, il CEC panrusso emise un decreto nel quale si affermava che il sequestro di beni preziosi in oro, argento e pietre non poteva influenzare gli interessi del culto. Il 15 febbraio 1922, il Patriarca Tichon di Mosca si rivolse ai credenti con un appello in cui veniva condannato l'intervento del CEC panrusso negli affari della chiesa, considerandolo come un atto blasfemo. Tuttavia, pochi giorni dopo, il Patriarca lanciò un invito in cui chiese ai consigli parrocchiali di donare le preziose decorazioni delle chiesa che non venivano usate per il culto, ma la stampa sovietica accusò la chiesa di aver ignorato a lungo la carestia nazionale e il 23 febbraio il CEC panrusso emise un decreto con il quale fu ordinato il sequestro delle proprietà della chiesa a favore degli affamati.
In una lettera indirizzata ai vescovi e alle diocesi ortdosse, il Patriarca Tichon dichiarò l'inammissibilità del sequestro di oggetti sacri e la scomunica di chi assecondava la richiesta dello stato. Quando il decreto del CEC panrusso entrò in vigore, numerose folle si riunirono attorno alle chiese e si verificarono scontri, a volte sanguinosi, con le forze dell'ordine.
A Mosca, una parte del clero fu processata con l'accusa di incitamento al disordine durante il sequestro delle proprietà della chiesa. Il patriarca Tichon venne convocato in tribunale come testimone. La corte condannò a morte diversi sacerdoti e parrocchiani delle chiese di Mosca (tra cui la nipote del generale Aleksej Brusilov),e il tribunale decise anche di porre sotto processo il Patriarca Tichon e l'arcivescovo metropolita di Kruticskij Nikandr Fenomenov come imputati. Durante questi processi, la stampa avviò una campagna diffamatoria e derisoria contro la Chiesa ortodossa e il clero.
Alla fine, Tichon di Mosca fu condannato agli arresti domiciliari, impedendogli così di svolgere le sue funzioni religiose.

## Muspomgol
Su iniziativa del muftī Galimdžan Barudi, fu creata la Commissione dell'amministrazione spirituale centrale dei musulmani per combattere la fame (Komissija Central’nogo duchovnogo upravlenija musul’man po bor’be s golodom, abbreviato in Muspomgol), che avrebbe dovuto raccogliere aiuti e fondi per i fedeli musulmani affamati della RSFS Russa. Furono inviati appelli di aiuto ai paesi musulmani alleati della Russia sovietica (Turchia, Regno hascemita dell'Hegiaz, Persia, Emirato dell'Afghanistan), alla Repubblica Sovietica Popolare di Bukhara dipendente da Mosca, nonché alle comunità musulmane dei paesi occidentali che non avevano riconosciuto il governo sovietico. Le attività del Muspomgol si rivelarono efficaci: nel 1922, la Persia inviò 40.000 pud (circa 655 tonnellate) di farina e 20.000 pud (circa 328 tonnellate) di riso, mentre l'emiro dell'Afghanistan donò 100.000 pud (circa 1638 tonnellate) di pane.